# Красний Восток (Куюргазинський район)
Красний Восто́к (рос. Красный Восток, башк. Красный Восток) — присілок у складі Куюргазинського району Башкортостану, Росія. Входить до складу Бахмутської сільської ради.
Населення — 66 осіб (2010; 85 в 2002).
Національний склад:
- чуваші — 68%
- росіяни — 26%